# Liste von Preisen für Menschenrechte, Demokratie und Verständigung
Die Liste von Preisen für Menschenrechte, Demokratie und Verständigung führt Auszeichnungen auf, die für den Einsatz für Menschenrechte, für Demokratie, Verständigung und Toleranz verliehen werden. Medienpreise werden gesondert genannt.

## Menschenrechtspreise

### Menschenrechtspreise von internationalen Organisationen
- Ludovic-Trarieux-Menschenrechtspreis (mehrere europäische Rechtsanwaltsvereinigungen)
- Martin Ennals Award (mehrere Menschenrechtsorganisationen wie Amnesty International, Human Rights Watch, seit 1994)
- Menschenrechtspreis (Rabbinal Center of Europe)
- Menschenrechtspreis (Reporter ohne Grenzen)
- Menschenrechtspreis der Vereinten Nationen (Vereinte Nationen, seit 1968)
- Nansen-Flüchtlingspreis (UN-Hochkommissar für Flüchtlingsfragen, seit 1954)
- Sacharow-Preis (Europäisches Parlament, seit 1985)
- Václav-Havel-Menschenrechtspreis (Parlamentarische Versammlung des Europarats, Stiftung Charta 77, seit 2013)

### Menschenrechtspreise von nationalen Organisationen und Stiftern

#### Deutschland
- Amnesty international Menschenrechtspreis (deutsche Sektion von Amnesty international, seit 1998)
- Bochumer Menschenrechtspreis (Iran Freedom Gemeinschaft für Menschenrechte e. V., seit 2011)
- Carl-von-Ossietzky-Medaille (Internationale Liga für Menschenrechte (Berlin), seit 1962)
- Deutsch-Französischer Preis für Menschenrechte und Rechtsstaatlichkeit (Auswärtiges Amt, französisches Außenministerium, seit 2016)
- Dr. Rainer Hildebrandt-Medaille
- Europäischer Bürgerrechtspreis der Sinti und Roma (Zentralrat Deutscher Sinti und Roma und Dokumentations- und Kulturzentrum Deutscher Sinti und Roma sowie Manfred Lautenschläger-Stiftung, seit 2007)
- Franz-Werfel-Menschenrechtspreis (Zentrum gegen Vertreibungen, seit 2003)
- Fritz-Bauer-Preis (Humanistische Union, seit 1968)
- Ingeborg-Drewitz-Preis (Landesverband Berlin der Humanistischen Union, seit 1987)
- Internationaler Nürnberger Menschenrechtspreis (Stadt Nürnberg, seit 1995)
- Karl-Hermann-Flach-Preis (Friedrich-Naumann-Stiftung (1976–2000), Karl-Hermann-Flach-Stiftung, seit 2000)
- Lew-Kopelew-Preis für Menschenrechte (Lew-Kopelew-Forum, seit 1999)
- Marburger Leuchtfeuer für Soziale Bürgerrechte (seit 2005)
- Menschenrechtspreis des Deutschen Richterbundes (Deutscher Richterbund, seit 1991)
- Menschenrechtspreis der Friedrich-Ebert-Stiftung (Friedrich-Ebert-Stiftung)
- Menschenrechtspreis der Gerhart und Renate Baum-Stiftung
- Menschenrechtspreis der Ingrid-zu-Solms-Stiftung (Ingrid-zu-Solms-Stiftung)
- Menschenrechtspreis der Stadt Weimar (Stadt Weimar)
- Ossip-K.-Flechtheim-Preis (Humanistischer Verband Deutschlands, seit 2003)
- Petra-Kelly-Preis (Heinrich-Böll-Stiftung, seit 1998)
- Preis für Verständigung und Menschenrechte (Ulrich-Zwiener-Stiftung, Friedrich-Schiller-Universität Jena)
- PRO ASYL-Hand (Pro Asyl)
- Reinhold-Maier-Medaille (Reinhold-Maier-Stiftung, der FDP/DVP-Landtagsfraktion und der FDP Baden-Württemberg, seit 1989)
- Roland Berger Preis für Menschenwürde
- Shalom-Preis (Arbeitskreis Shalom für Gerechtigkeit und Frieden, Katholische Universität Eichstätt-Ingolstadt, seit 1982)
- Sozialer Menschenrechtspreis (Eberhard-Schultz-Stiftung für soziale Menschenrechte und Partizipation, seit 2012)
- Thomas-Dehler-Preis (Thomas-Dehler-Stiftung, seit 1985)
- Victor-Gollancz-Preis (Gesellschaft für bedrohte Völker)

#### Großbritannien
- Anna-Politkowskaja-Preis (Frauenorganisation Reach All Women in War)

#### Frankreich
- Deutsch-Französischer Preis für Menschenrechte und Rechtsstaatlichkeit (Außenministerium, Auswärtiges Amt Deutschland, seit 2016)
- Prix des Droits de l’homme de la République française [Menschenrechtspreis der Französischen Republik] (Ministerpräsident)

#### Irland
- Front Line Defenders Award (Front Line Defenders)

#### Niederlande
- Max-van-der-Stoel-Preis (Außenministerium)

#### Norwegen
- Friedens-Nobelpreis (Norwegisches Nobel-Komitee)
- Andrei Sacharow-Freiheitspreis (Norwegisches Helsinki-Komitee)
- Thorolf-Rafto-Gedenkpreis (Rafto Foundation for Human Rights, seit 1987)

#### Österreich
- Austrian Holocaust Memorial Award, seit 2006
- Bruno Kreisky Preis für Verdienste um die Menschenrechte (Bruno Kreisky, seit 1979)
- Felix-Ermacora-Menschenrechtspreis
- Grazer Menschenrechtspreis (Stadt Graz, seit 2007)
- Menschenrechtspreis der Karl-Franzens-Universität Graz (Karl-Franzens-Universität Graz)
- Menschenrechtspreis des Landes Kärnten (Land Kärnten)
- Menschenrechtspreis des Landes Oberösterreich (Land Oberösterreich)
- Menschenrechtspreis des Landes Steiermark (Land Steiermark, seit 2000)
- Menschenrechtspreis der Österreichischen Liga für Menschenrechte, seit 2010

#### Polen
- Sergio-Vieira-de-Mello-Preis (Villa-Decius-Stiftung, seit 2004)

#### Schweden
- Per Anger-Preis (Königreich Schweden)
- Right Livelihood Award (Right Livelihood Foundation)
- The World’s Children’s Prize for the Rights of the Child (schwedische Regierung und mehrere Wohltätigkeitsorganisationen, seit 2000)

#### Schweiz
- Anna-Göldi-Menschenrechtspreis (Anna-Göldi-Stiftung)
- Paul Grüninger Preis (Paul Grüninger Stiftung)
- Europäischer Preis für Menschenrechte der Kulturstiftung Pro Europa

#### Spanien
- Internationaler Menschenrechtspreis (Spanische Koalition gegen Rassismus, Fremdenfeindlichkeit und ähnlicher Diskriminierung)
- Jaime-Brunet-Preis für Menschenrechte (Universität Navarra, seit 1998)
- Prinzessin-von Asturien-Preis für Eintracht (Stiftung Prinz von Asturien, seit 1986)

#### Tschechien
- Homo-Homini-Preis, seit 1994

#### Außerhalb Europas

##### Indonesien
- Yap-Thiam-Hien Preis für Menschenrechte

##### Israel
- Emil-Grünzweig-Menschenrechtspreis (seit 1981)

##### Kolumbien
- Deutsch-französischer Antonio-Nariño-Menschenrechtspreis (französische und deutsche Botschaft, seit 2010)

##### Mexiko
- Deutsch-französischer Gilberto-Bosques-Menschenrechtspreis (französische und deutsche Botschaft, seit 2012)

##### Nicaragua
- Deutsch-französischer Menschenrechtspreis in Nicaragua (französische und deutsche Botschaft, seit 2013)

##### USA
- Africa Prize for Leadership for the Sustainable End of Hunger (The Hunger Project, seit 1987)
- Carter-Menil-Award (Carter-Menil Human Rights Foundation, seit 1986)
- Joseph-Preis für Menschenrechte

(Anti Defamation League) für internationale Politiker
- Paul Ehrlich-Gunther K. Schwerin-Preis für Menschenrechte (Anti-Defamation League) für deutsche gesellschaftliche Persönlichkeiten
- Robert F. Kennedy Human Rights Award

## Preise für Demokratie, Verständigung und Toleranz

### Preise von internationalen Organisationen
- Toleranzpreis (Europäische Akademie der Wissenschaften und Künste, seit 1997)
- UNESCO-Madanjeet Singh Prize for the Promotion of Tolerance and Non-Violence (UNESCO, seit 1996)

### Preise von nationalen Organisationen

#### Deutschland
- Aktiv für Demokratie und Toleranz (Bündnis für Demokratie und Toleranz, seit 2000)
- Dachau-Preis für Zivilcourage
- Das Glas der Vernunft (Kasseler Bürger, seit 1991)
- Das unerschrockene Wort (Bund der 16 Lutherstädte, seit 1996)
- Demokratiepreis der Blätter für deutsche und internationale Politik
- Ernst Alexander Auszeichnung (FC Schalke 04 und die Stiftung Schalke hilft!)[1]
- Freiheitspreis der Friedrich-Naumann-Stiftung, seit 2006
- Ignatz-Bubis-Preis für Verständigung (Stadt Frankfurt am Main, seit 2001)
- Internationaler Demokratiepreis Bonn (Alexander Koenig Gesellschaft, Deutsche Welle, Bonner Generalanzeiger, Sparkasse Köln)
- Internationaler Willy-Brandt-Preis (SPD, seit 2001)
- Julius-Hirsch-Preis (Deutscher Fußball-Bund, seit 2005)
- Ludwig-Wolker-Plakette (Deutscher Sportbund, seit 1980)
- Markgräfin-Wilhelmine-Preis der Stadt Bayreuth für Toleranz und Humanität, seit 2008
- Marion-Dönhoff-Preis für internationale Verständigung und Versöhnung (Die Zeit, Marion-Dönhoff-Stiftung, seit 2003)
- Memminger Freiheitspreis 1525, seit 2005
- Oscar-Romero-Preis (Förderverein des Oscar-Romero-Hauses, Bonn)
- Preis für Verständigung und Toleranz (Jüdisches Museum Berlin, seit 2002)
- Sächsischer Förderpreis für Demokratie, (Freudenberg Stiftung, Amadeu Antonio Stiftung und andere, seit 2007)
- Sievershäuser Ermutigung (Antikriegshaus Sievershausen/Lehrte)
- Theodor-Haecker-Preis (Stadt Esslingen am Neckar, seit 1995)
- Toleranzpreis der Evangelischen Akademie Tutzing (Evangelische Akademie Tutzing, seit 2000)
- Toleranzpreis der Stadt Münster (Stadt Münster, seit 1993)

#### Großbritannien
- Women of the World Award (WomenAid International, seit mind. 1989)

#### Österreich
- Ehrenpreis des österreichischen Buchhandels für Toleranz in Denken und Handeln (Hauptverband des österreichischen Buchhandels, Bundesgremium der Buch- und Medienwirtschaft, seit 1990)
- Leon-Zelman-Preis für Dialog und Verständigung (Stadt Wien)
- Ute-Bock-Preis für Zivilcourage, seit 1999

#### Polen
- Sergio-Vieira-de-Mello-Preis (Villa-Decius-Stiftung, Präsident Polens, seit 2004)

#### Schweden
- Olof-Palme-Preis (Sozialdemokratische Partei Schwedens, Familie Olof Palmes, seit 1987)

## Medienpreise für Menschenrechte und Pressefreiheit

### Medienpreise von internationalen Organisationen
- Lorenzo-Natali-Preis (Europäische Kommission)

### Medienpreise von nationalen Organisationen

#### Deutschland
- Deutscher Medienpreis Entwicklungspolitik (Bundesministerium für wirtschaftliche Zusammenarbeit und Entwicklung, Deutsche Welle, seit 2013)
- Deutscher Menschenrechts-Filmpreis (mehrere Organisationen, seit 1998)
- Marler Medienpreis Menschenrechte, ehemals Marler Fernsehpreis für Menschenrechte (Bezirk Ruhrgebiet Mitte der deutschen Sektion von Amnesty International, seit 2001)
- Weitsicht-Preis für sozial engagierte Fotografen

### Österreich
- Concordia-Preis für Menschenrechte (Presseclub Concordia, seit 1998)
- Johann-Philipp-Palm-Preis für Meinungs- und Pressefreiheit (Palm-Stiftung, seit 2002)

#### USA
- International Press Freedom Awards (Committee to Protect Journalists)

## Ehemalige Menschenrechtspreise

### Menschenrechtspreise von internationalen Organisationen
- Anerkennungspreis (Internationale Helsinki-Föderation für Menschenrechte, 2000–2006)
- Europäischer Menschenrechtspreis (Europarat)

### Menschenrechtspreise von nationalen Organisationen

#### Deutschland
- Leipziger Menschenrechtspreis (Europäisch-amerikanisches Bürgerkomitee für Menschenrechte und Religionsfreiheit in den USA, 2000–2004)
- Menschenrechtspreis des Landes Niedersachsen

#### Dänemark
- Lego-Preis (Firma Lego, seit 1985)

#### Libyen
- Internationaler Gaddafi-Preis für Menschenrechte (seit 1989)

#### USA
- Reebok-Preis für Menschenrechte (Reebok International Limited)